# تاريخ كينيا

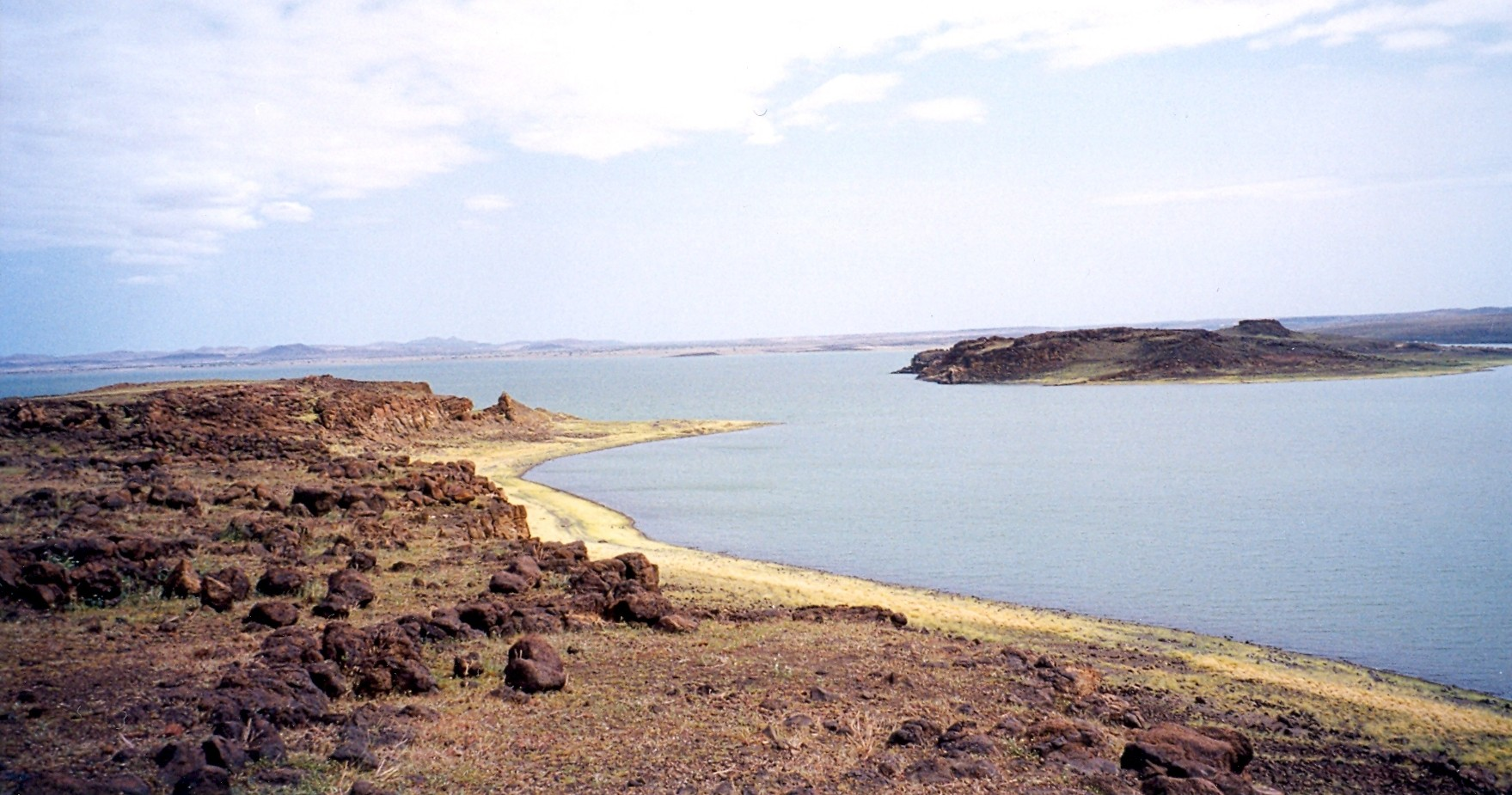

شهدت الأراضي التي تُشكل جزءًا من شرق أفريقيا وتُعرف اليوم بكينيا وجودًا بشريًا منذ بداية العصر الحجري القديم. وصل توسع شعب البانتو من غرب إفريقيا إلى كينيا بحلول الألفية الأولى بعد الميلاد، جعل وجود كينيا على حدود مناطق بانتو ونيلو منها دولة متعددة الأعراق والثقافات. يعود الوجود الأوروبي والعربي في مومباسا إلى العصر الحديث المبكر، لكن الاستكشاف الأوروبي لداخل كينيا لم يبدأ حتى القرن التاسع عشر. أنشأت الإمبراطورية البريطانية محمية شرق أفريقيا في عام 1895 وعُرفت باسم مستعمرة كينيا منذ عام 1920.
تشكلت جمهورية كينيا المستقلة في عام 1963، وحكمها حزب الاتحاد الوطني الإفريقي الوطني بقيادة جومو كينياتا خلال الفترة من 1963 إلى 1978، وخلفه دانيال آراب موي حتى عام 2002. حاول موي جعل سياسة الحزب الواحد الحاكم قانونية خلال الثمانينيات، ولكن مع نهاية الحرب الباردة أصبحت ممارسات القمع السياسي والتعذيب التي تجاهلها الغرب فيما مضى بحجة احتواء الشيوعية غير مقبولة. تعرض موي لضغوط قوية لا سيما من قبل السفير الأمريكي سميث هيمبستون لاستعادة نظام التعددية الحزبية، وهو ما فعله بحلول عام 1991. فاز موي بالانتخابات في عامي 1992 و1997 رغم عمليات القتل بدوافع سياسية حدثت في أثناء الانتخابات، وخلال التسعينات كُشف عن أدلة تثبت تورط موي في انتهاكات حقوق الإنسان والفساد، وقد مُنع موي دستوريًا من خوض الانتخابات في عام 2002، التي فاز بها مواي كيباكي. أُبلغ عن تزوير واسع النطاق لانتخابات عام 2007 من قبل كيباكي وأسفر عن أزمة كينيا 2007-2008. خلف كيباكي أوهورو كينياتا في انتخابات عام 2013، وكانت هناك ادعاءات بأن منافسه رايلا أودينغا هو الفائز الحقيقي في الانتخابات، لكن المحكمة العليا لم تجد خلال مراجعة شاملة للأدلة أي تزوير خلال إجراء الانتخابات العامة في عام 2013.

## العصر الحجري القديم
اكتُشف في عام 1929 أول دليل على وجود أسلاف بشر في كينيا، عندما اكتشف لويس ليكي أدواتٍ حجرية تعود للعصر الحجري القديم في موقع كارياندوسي جنوب غرب كينيا ويقارب عمرها مليون عام. وفي وقت لاحق اكتشفت العديد من مستحاثات القردة العليا في كينيا، أقدمها تلك التي اكتشفها مارتن بيكفورد في عام 2000 وتعود لجنس أورورين توجنسيس ويُقدر عمرها بستة ملايين عام، وسُميت على اسم توجن هيلز وهو الموقع الذي اكتشفت فيه، ويعتبر هذا الجنس ثاني أقدم سلف معروف من أشباه البشر بعد إنسان ساحل تشاد. وفي عام 1995 اكتشفت ميف ليكي نوعًا جديدًا من أشباه البشر يُسمى أسترالوبيتك أنامنسيس بعد سلسلة من عمليات التنقيب بالقرب من بحيرة توركانا في أعوام 1965 و1987 و1994، يبلغ عمر هذه المستحاثة 4.1 مليون سنة. وفي عام 2011 اكتُشفت أدوات حجرية عمرها 3.2 مليون سنة في لوميكوي بالقرب من بحيرة توركانا، وهي أقدم أدوات حجرية تُكتشف في أي مكان في العالم، وتسبق ظهور الإنسان. اكتشف كامويا كيميو في عام 1984 واحدًا من أشهر الهياكل العظمية للإنسان المنتصب وأكثرها شهرة واكتمالًا ويُقدر عمرها بنحو 1.6 مليون سنة.
تعتبر منطقة شرق إفريقيا بما في ذلك كينيا واحدةً من أقدم المناطق التي يعتقد أن الإنسان العاقل عاش فيها، فقد عثر في موقع أولوغيسالي في كينيا في عام 2018 على أدلة مبكرة للسلوكيات البشرية الحديثة بما في ذلك شبكات التجارة لمسافات طويلة واستخدام الأصبغة، وقد أكد القائمون على ثلاث دراسات للموقع الأثري المذكور أن الأدلة على هذه السلوكيات معاصرة تقريبًا لأقدم حفريات الإنسان العاقل في أجزاء أخرى من أفريقيا.

## العصر الحديدي
يعتقد أن توسع حضارة البانتو وصل إلى غرب كينيا في حوالي عام 1000 ق.م. تعد مستوطنة ثيمليش أوهينغا في مقاطعة نيانزا الكينية موقعًا مهمًا يعود إلى العصر الحديدي في شرق إفريقيا. أدت الهجرة اللاحقة عبر تنزانيا إلى تركز الاستيطان على طول الساحل الكيني، وأقامت هذه المجتمعات روابط مع التجار العرب والهنود ما أدى إلى تطور الثقافة السواحلية.

## الثقافة والتجارة السواحلية
استضاف ساحل كينيا مجتمعات بشرية عملت في تعدين الحديد، بالإضافة إلى المجتمعات الزراعية والصيادين. تطورت الحركة الاقتصادية بفضل الزراعة وصيد الأسماك وإنتاج المعادن والتجارة مع المناطق الأخرى. شكلت هذه المجتمعات أقدم دول المدن في المنطقة، والتي كانت تُعرف في الإمبراطورية الرومانية باسم «أزانيا». بدأت العديد من دول المدن مثل مومباسا وماليندي وزنجبار في إقامة علاقات تجارية مع العرب بحلول القرن الأول الميلادي، وأدى ذلك في النهاية إلى زيادة النمو الاقتصادي للدول السواحلية وانتشار الإسلام والتأثيرات العربية على لغة السواحلية البانتو، وأصبحت دول المدن السواحلية جزءًا من شبكة تجارية أكبر. يعتقد العديد من المؤرخين أن التجار العرب أو الفرس هم الذين أسسوا دول المدن السواحلية، لكن الأدلة الأثرية دفعت العلماء إلى الاعتراف بأنَّ دول المدن السواحلية كانت نتيجة تطور محلي احتفظ بنواة ثقافية من ثقافة البانتو على الرغم من تعرضها لتأثير أجنبي كبير بسبب التجارة.
كانت المنطقة السواحلية في شرق إفريقيا (ومنها زنجبار) منطقة غنية ومتقدمة، وكانت تتألف من العديد من المدن التجارية المستقلة. تدفقت الثروة إلى المدن بفضل عمل أهلها وسطاء للتجار الهنود والفرس والعرب والإندونيسيين والماليزيين والأفارقة والصينيين. أثرَت كل هذه الشعوب الثقافة السواحلية، وطورت الثقافة السواحلية لغتها المكتوبة الخاصة بها. تضمنت هذه اللغة عناصر من حضارات مختلفة، لكن اللغة العربية أثرت فيها بشكل أكبر. كان بعض المستوطنين العرب هناك تجارًا أغنياء حصلوا على السلطة بفضل ثرواتهم، وأصبح بعضهم حكامًا للمدن السواحلية.

## الاستعمار البرتغالي
وصل المستكشف البرتغالي فاسكو دي غاما إلى مومباسا في عام 1498. لم يكن البرتغاليون حينها يعتزمون إنشاء مستوطنات لهم هناك، ولكنهم أقاموا قواعد بحرية من شأنها أن تمنحهم السيطرة على المحيط الهندي. بعد عقود من الصراع على نطاق ضيق هزم العرب العُمانييون البرتغاليين في كينيا. نقل سلطان عُمان سعيد عاصمته إلى زنجبار في عام 1840، وأنشأ العرب طرقًا تجارية داخل الأراضي السواحلية.
أصبح البرتغاليون أول الأوروبيين الذين استكشفوا منطقة كينيا الحالية، زار فاسكو دي غاما مومباسا في أبريل 1498. وصلت رحلة دي غاما إلى الهند بنجاح في مايو 1498، ما سمح للبرتغاليين بالتجارة مع الشرق الأقصى مباشرة عن طريق البحر، وهو الأمر الذي شكَّل تحديًا لطرق التجارة القديمة (البرية والبحرية المختلطة)، مثل طرق تجارة التوابل التي استخدمت الخليج العربي والبحر الأحمر والقوافل للوصول إلى شرق البحر الأبيض المتوسط. سيطرت جمهورية البندقية على معظم طرق التجارة بين أوروبا وآسيا، وبعد أن أغلق العثمانيون الطرق البرية التقليدية إلى الهند تطلعت البرتغال لاستخدام الطريق البحري الجديد لكسر احتكار البندقية للتجارة. ركز الحكم البرتغالي في شرق إفريقيا بشكل رئيسي على الشريط الساحلي الممتد حول مومباسا. بدأ الوجود البرتغالي في شرق إفريقيا رسميًا في عام 1505، من خلال الحملة العسكرية التي قادها فرانسيسكو دي ألميدا لغزو كيلوا وهي جزيرة تقع في جنوب شرق تنزانيا.